# 相田みつおの世界
『相田みつおの世界』（あいだみつおのせかい）は、架空の書画家「相田みつお」による書画集という体裁をとるFlash作品。制作者は、みやかけお。この作品は、詩人家の相田みつをの作品のパロディとなっており、相田みつをとは正反対に悪いイメージをもつ言葉を連ねて、面白さや可笑しさを表現している。
2003年から2005年にかけて、全11作品がインターネット上に公開された。2005年9月にはこれら作品をまとめたDVDが発売された。タイトルは『みつ“お”の世界』（ASIN B000CETVA4）。
2013年4月現在、みやかけおのウェブサイトでは10作品を視聴することができる。